# Joan Riley
Joan Riley (sinh ngày 26 tháng 5 năm 1958)  là một tác giả người Jamaica - Anh. Cuốn tiểu thuyết đầu tay năm 1985 của cô The Unbelonging khiến cô trở thành "tác giả phụ nữ gốc Phi đầu tiên viết về những trải nghiệm của người da đen ở Anh".

## Tiểu sử
Joan Riley sinh ra ở Hopewell, Richmond, St. Mary, Jamaica, là con út trong số tám người con (sáu gái và hai trai), và được cha nuôi dưỡng sau khi mẹ cô qua đời khi sinh con. Cô được giáo dục sớm trên hòn đảo đó trước khi di cư vào năm 1976 đến Vương quốc Anh. Ở đó, cô học ngành công tác xã hội tại Đại học Sussex và Đại học London. Cô đã làm việc tại một cơ quan tư vấn về ma túy và viết về những trải nghiệm của phụ nữ Caribe.
Cô là tác giả của bốn cuốn tiểu thuyết; tác phẩm đầu tiên của cô, The Unbelonging, xuất bản năm 1985, được coi là tác phẩm đầu tiên của một người phụ nữ về trải nghiệm đen ở Anh. Riley đã được trao giải Tiếng nói cho công việc của mình vào năm 1992 và giải thưởng MIND năm 1993 cho A Kindness to the Children. Cô đã được đặc trưng trong các tuyển tập như Daughters of Africa  và Tên thật của cô. Cô đồng biên tập với Briar Wood Để ở lại: Câu chuyện lưu vong và tin tưởng (Virago, 1996), một bộ sưu tập tiểu thuyết và thơ của các nhà văn từ Ấn Độ, Caribe, Trung Quốc, Nam Phi, Liên Xô, Canada, Úc và Pakistan, trong đó có Sujata Bhatt, Fred D'Aguiar, Michael Donaghy, Jane Duran, Michael Hoffman, Aamer Hussein, Mimi Khalvati, Adam Lively, Sindiwe Magona, Bharati Mukherjee, Hanan al-Shaykh, Janice Shinebourne và Zinovy Zinik.